# Neus Asensi
María de las Nieves Asensio Liñán, conocida artísticamente como Neus Asensi (Barcelona, 4 de agosto de 1965), es una actriz española.

## Biografía
Estudió cinco años de danza clásica con Janick Niort, danza jazz con Karen Taft, un cursillo de interpretación en el centro "La Casona", un curso de ortofonía con Jesús Alondren y primer curso de interpretación con Carlos Corazza. Especialmente a partir de Torrente, ha interpretado papeles de mujer explosiva para comedias.
En 2000 el Festival de Lorca (Murcia) le entregó el premio a la mejor actriz, por su papel en El corazón del guerrero. Ha participado también en series de televisión como Ana y los 7, Los hombres de Paco o A ver si llego.

## Filmografía

### Cine
| Año  | Título                                          | Personaje                     | Dirección                       |
| ---- | ----------------------------------------------- | ----------------------------- | ------------------------------- |
| 1986 | La rossa del bar                                |                               | Ventura Pons                    |
| 1989 | Gaudí                                           |                               | Manuel Huerga                   |
| 1990 | La huella del crimen 2: El crimen de Don Benito | Lirio                         | Antonio Drove                   |
| 1991 | Jet Marbella Set                                | Chica contratada              | Mariano Ozores                  |
| 1991 | El amor sí tiene cura                           | Madre de Pedrito              | Javier Aguirre                  |
| 1992 | Chechu y familia                                | Pauli                         | Álvaro Sáenz de Heredia         |
| 1992 | Supernova                                       | Wanda                         | Juan Miñón                      |
| 1994 | Una chica entre un millón                       | Toñi                          | Álvaro Sáenz de Heredia         |
| 1994 | Cautivos de la sombra                           | Blanca                        | Javier Elorrieta                |
| 1995 | Hermana, pero ¿Qué has hecho?                   | Chelo                         | Pedro Masó                      |
| 1995 | Suspiros de España y Portugal                   | Carmela                       | José Luis García Sánchez        |
| 1996 | Tabarka                                         | Carmen                        | Domingo Rodes                   |
| 1996 | La sal de la vida                               | María                         | Eugenio Martín                  |
| 1996 | Brujas                                          | Coneja                        | Álvaro Fernández Armero         |
| 1997 | La herida luminosa                              | Jovita                        | José Luis Garci                 |
| 1997 | Siempre hay un camino a la derecha              | Carmela                       | José Luis García Sánchez        |
| 1997 | Torrente: El brazo tonto de la ley              | Amparito                      | Santiago Segura                 |
| 1998 | La niña de tus ojos                             | Lucía Gandía                  | Fernando Trueba                 |
| 1999 | El corazón del guerrero                         | Sonia /Sonja                  | Daniel Monzón                   |
| 2000 | Adiós con el corazón                            | Carmela                       | José Luis García Sánchez        |
| 2000 | Arachnid                                        | Susana                        | Jack Sholder                    |
| 2001 | Corazón de bombón                               | Ángela                        | Álvaro Sáenz de Heredia         |
| 2001 | Torrente 2, misión en Marbella                  | Amparito                      | Santiago Segura                 |
| 2001 | El paraíso ya no es lo que era                  | Mercedes                      | Francesc Betriu                 |
| 2001 | Marujas asesinas                                | Azucena                       | Javier Rebollo                  |
| 2002 | El forastero                                    | Magdalena                     | Federico García Hurtado         |
| 2002 | Esta noche no                                   | Paula                         | Álvaro Sáenz de Heredia         |
| 2002 | El robo más grande jamás contado                | Lucía "Lucy Liñán"            | Daniel Monzón                   |
| 2003 | Tempus fugit                                    | Angie                         | Enric Folch                     |
| 2003 | El oro de Moscú                                 | Gloria                        | Jesús Bonilla                   |
| 2003 | Slam                                            | Mujer en furgoneta            | Miguel Martí                    |
| 2003 | Atraco a las 3... y media                       | Adela                         | Raúl Marchand Sánchez           |
| 2004 | Escuela de seducción                            | Carol                         | Javier Balaguer                 |
| 2006 | Los muertos van deprisa                         | Irene                         | Ángel de la Cruz                |
| 2006 | Locos por el sexo                               | Perla                         | Javier Rebollo                  |
| 2006 | Bienvenido a casa                               | Famosa asediada por paparazzi | David Trueba                    |
| 2007 | Freedomless                                     | Ella misma                    | Xoel Pamos y Mike Jacoby        |
| 2007 | Cuerpo a la carta                               | Alicia                        | Alicia Puig                     |
| 2008 | Tú eliges                                       | Inés                          | Antonia San Juan                |
| 2014 | Torrente 5: Operación Eurovegas                 | Amparito                      | Santiago Segura                 |
| 2015 | Solo química                                    | Lola                          | Alfonso Albacete y David Menkes |
| 2016 | La reina de España                              | Lucía Gandía                  | Fernando Trueba                 |
| 2017 | Los del túnel                                   | Lupe                          | Pepón Montero                   |
| 2019 | The chain                                       | Piedad                        | David Martín Porras             |
| 2024 | Padre no hay más que uno 4                      | Madre de Ocho                 | Santiago Segura                 |
| 2025 | Padre no hay más que uno 5: Nido repleto        | Madre de Ocho                 | Santiago Segura                 |

### Cortometrajes
| Año  | Título                          | Personaje                  | Dirección              |
| ---- | ------------------------------- | -------------------------- | ---------------------- |
| 1992 | Burlanga                        |                            | César Martínez Herrada |
| 1993 | Perturbado                      |                            | Santiago Segura        |
| 1994 | Pásala!                         | Paciente 4                 | Júlio César Fernández  |
| 1995 | El buga y la tortuga            | Conductora Citroën 2 CV    | Daniel F. Amselem      |
| 1996 | ¿Seremos como somos?            |                            | Sergio Catá            |
| 2000 | Amarantado                      |                            | Lino Escalera          |
| 2000 | Atraco en la gran final         | Madre                      | Dany Campos            |
| 2003 | Desayunar, comer, cenar, dormir | Virginia                   | Lino Escalera          |
| 2010 | La viuda                        | Ángela                     | David Martín Porras    |
| 2014 | Angélica                        | Cintia Galán, Angélica Gil | Antonio Cuesta         |
| 2014 | Limón                           | La Madre                   | Albert Madaula         |
| 2023 | París 70                        | Marta                      | Dani Feixas            |

### Televisión
- Eva y Adán, agencia matrimonial (1989). TVE (miniserie).
- Los jinetes del alba (1990). TVE.
- Hasta luego, cocodrilo (1992). TVE.
- Unisex (1993). Canal Sur.
- Los ladrones van a la oficina (1993). Antena 3 Televisión.
- Habitación 503 (1993). TVE.
- Ay, Señor, Señor (1994). Antena 3.
- Oh, Espanya! (1996). TV3.
- La banda de Pérez (1997). Telecinco.
- Entre naranjos (1998). TVE (miniserie).
- Todos los hombres sois iguales (1997-1998). Telecinco.
- Ellas son así (1999). Telecinco.
- Paraíso (2003). TVE.
- Ana y los siete (2004-2005). TVE.
- Los hombres de Paco (2005-2007). Antena 3.
- ¡A ver si llego! (2009). Telecinco.
- Buscamundos. Tanzania, viaje a la edad de piedra (2012). TVE.

## Polémicas
En 2018 renegó de su participación en la película Torrente de Santiago Segura al cumplirse 20 años de dicho estreno.